# Song of Russia
Song of Russia è un film del 1944 diretto da Gregory Ratoff.
È un film, prodotto dalla MGM, atto a mostrare al pubblico americano gli alleati russi nel pieno del conflitto bellico mondiale, sulla linea di analoghe pellicole prodotte in quegli stessi anni negli Stati Uniti: The Boy from Stalingrad (1943), Mission to Moscow (1943) e Fuoco a oriente (The North Star, 1943). Nel dopoguerra, nel mutato clima della guerra fredda, queste pellicole divennero fonte di non poco imbarazzo.